# Самойлов, Владимир Олегович
Владимир Олегович Самойлов (7 мая 1941, Горький — 8 ноября 2023) — советский и российский физиолог и биофизик, член-корреспондент РАМН (1988), доктор медицинских наук, генерал-майор медицинской службы в запасе. Заслуженный деятель науки Российской Федерации (2012).

## Биография
Родился в семье военного врача.
После окончания средней школы в Ташкенте (1958) поступил в Военно-медицинскую академию, которую окончил в 1964 году с отличием. Во время обучения в академии участвовал в научном кружке на кафедре нормальной физиологии под руководством профессора Александра Сергеевича Мозжухина. Одновременно с учёбой в академии В. О. Самойлов поступил в Ленинградский электротехнический институт им. В. И. Ульянова (Ленина) (окончил в 1970 году) и приступил к исследованиям физико-химических процессов в живых тканях.
По окончании служил старшим врачом полка в Ракетных войсках стратегического назначения (1964—1965). С 1965 года перешёл на преподавательскую работу в Военно-медицинскую академию, занимал должности на кафедре нормальной физиологии — младший преподаватель, преподаватель, старший преподаватель; с 1974 по 1988 год возглавлял кафедру биологической и медицинской физики. За достижения в области биофизических исследований живой клетки В. О. Самойлов в 1988 году был избран членом-корреспондентом Академии медицинских наук СССР по специальности «биофизика». с 1988 по 1994 год — заместитель начальника Академии по учебной и научной работе. Уволен в запас в звании генерал-майора медицинской службы в ноябре 1994 года.
Темой докторской диссертации являлась теория гетерогенности сенсорных систем.
После увольнения с военной службы В. О. Самойлов заведовал с 1994 по 1996 организованными им лабораториями биофизики Санкт-Петербургского государственного медицинского университета им. акад. И. П. Павлова и биофизики сенсорных систем Санкт-Петербургского НИИ уха, горла, носа и речи. Одновременно с 1995 года по совместительству возглавлял лабораторию физиологии и биофизики клетки Отдела физиологии сенсорных систем в Институте физиологии им. И. П. Павлова РАН. В возглавляемой им лаборатории проводились исследования, связанные с изучением клеточно-молекулярных механизмов трансдукции в обонятельной и вкусовой системах, изучением биофизических механизмов основных патологических процессов (воспаление, злокачественный рост тканей), а также фундаментальных проблем электромагнитобиологии. С 1996 по 1999 год был директором Государственного научного центра пульмонологии Министерства здравоохранения РФ. С 1997 года по совместительству, стал деканом вновь созданного факультета медицинской физики и биоинженерии Санкт-петербургского государственного технического университета, заведующий кафедрой физико-химических основ медицины.
Заведующий кафедрой нормальной физиологии ВМедА им. С. М. Кирова с 2001 по 2018 год.
Под руководством В. О. Самойлова было защищено 8 докторских и 24 кандидатских диссертаций. Самойлов является автором более 450 научных публикаций, в том числе учебника «Медицинская биофизика» (2013), «Курса лекций по физиологии» в 2 т. (2010), 15 монографий, более 20 учебных руководств и пособий, 3 изобретений.

## Научные интересы
Исследование физико-химических процессов в живых тканях. Исследовал эпителиоциты бронхов, респираторный и обонятельный эпителий верхних дыхательных путей, кардиомиоциты, форменные элементы крови, вкусовые, гломусные и медуллярные хеморецепторные клетки, нейроны, маргинальные клетки сосудистой полоски внутреннего уха, эпителий желудка, кишечника, кожи. Развил теорию гетерогенности сенсорных систем.
Явился основоположником нового научного направления — биофизика живой клетки.